# Sławniowice
Sławniowice [swavɲɔˈvit͡sɛ] (tiếng Đức: Kunzendorf) là một ngôi làng thuộc khu hành chính của Gmina Głuchołazy, thuộc hạt Nysa, Opole Voivodeship, ở phía tây nam Ba Lan, ở biên giới với Cộng hòa Séc. Nó nằm khoảng 8 kilômét (5 mi) về phía tây của Głuchołazy, 17 km (11 mi) về phía nam của Nysa và 60 km (37 mi) về phía tây nam của thủ đô khu vực Opole.
Ngôi làng có dân số 550 và nổi tiếng với mỏ đá cẩm thạch. Công việc với đá cẩm thạch (cả khai thác và tinh chế) hiện là ngành công nghiệp chính của làng.

## Lịch sử
Trước năm 1945, khu vực này là một phần của Đức (xem phần Thay đổi lãnh thổ của Ba Lan sau Thế chiến II).
Sławniowice của Ba Lan ngày nay được hình thành cùng với Velké Kunětice của Séc ngày nay, liền kề bên biên giới Séc, ngôi làng định cư Đức Groß Kunzendorf. Khi Silesia trở thành một khu vực của Phổ là kết quả của Chiến tranh Silesian, một biên giới mới phân chia các phần của ngôi làng. Tuy nhiên, biên giới không phải là một biên giới dân tộc hay biên giới ngôn ngữ khi tiếng Đức được nói ở cả hai bên biên giới. Sau năm 1945, người Đức ở vùng Silesian của thành phố, được đổi tên thành tên là Sławniowice, đã bị chính quyền mới của Ba Lan trục xuất để công dân Ba Lan mới vào định cư, trong khi về phía Séc, người Đức cũng bị trục xuất một phần bein được đổi tên thành Velké Kunětice, bởi chính quyền Tiệp Khắc để công dân Séc lấy tài sản của họ, do đó tạo ra biên giới ngôn ngữ hiện tại giữa Ba Lan và Séc mà hoàn toàn không được nói ở hai bên biên giới trước năm 1945.